# Eria coffeicolor
Eria coffeicolor är en orkidéart som beskrevs av Friedrich Fritz Wilhelm Ludwig Kraenzlin. Eria coffeicolor ingår i släktet Eria och familjen orkidéer. Inga underarter finns listade i Catalogue of Life.